# Rootsiklaid
Rootsiklaid est une île d'Estonie en mer Baltique.

## Géographie
Elle appartient au village de Saulepi. 